# Vườn quốc gia Karlamilyi
Vườn quốc gia Karlamilyi (tên cũ là Vườn quốc gia sông Rudall) là một vườn quốc gia ở Tây Úc, Úc. Vườn quốc gia trong khu vực Pilbara của Tây Úc (Australia), 1.252 km (778 dặm) phía đông bắc của Perth. Đây là vườn quốc gia lớn thứ hai ở Australia và một trong những vườn quốc gia lớn nhất trên thế giới. Vườn quốc gia Kakadu ở Lãnh thổ phía Bắc là công viên quốc gia lớn nhất ở Úc với diện tích 1.980.400 ha (4.894.000 mẫu Anh).
Khu vực này theo truyền thống là đất nước Martu, mà họ gọi Karlamilyi. Vườn quốc gia nằm giữa sa mạc cát Little và sa mạc Great Sandy  và bao gồm diện tích lưu vực của sông Rudall.